# City Park Mall
City Park Mall este un centru comercial situat în municipiul Constanța, inaugurat în anul 2008. Este principalul mall din oraș, remarcându-se printr-un mix diversificat de branduri de renume și opțiuni variate pentru petrecerea timpului liber. Administrat de grupul NEPI Rockcastle, centrul comercial și-a consolidat poziția în piață printr-o ofertă complexă care include peste 200 de magazine, restaurante, cafenele și facilități pentru divertisment.
Istoric
De-a lungul timpului, centrul comercial a trecut printr-un amplu proces de extindere și reconfigurare, dublându-și capacitatea la 51.700 mp. Modernizările au inclus crearea unei zone de food court extinse, dublarea spațiilor de relaxare și adăugarea a peste 250 de locuri de parcare dispuse pe două etaje.
Magazine și branduri exclusive
City Park Mall găzduiește un portofoliu extins de branduri internaționale și naționale, printre care se remarcă: Calvin Klein, Gant, Intimissimi și Intimissimi Uomo, Reserved, Mohito, Guess, Tommy Hilfiger, Calzedonia, Musette, Obsentum, Beautik Haute Parfumerie, MAC, Zara Home, BSB, Teilor New Concept Store, Napapijri sau Lynne. De asemenea, centrul comercial este singura locație din Constanța unde se pot găsi magazine precum Magazinul Certificat LEGO și Anastasia Beverly Hills.
Facilități și servicii
City Park Mall oferă multiple facilități, inclusiv un punct de încărcare E-charge pentru mașinile electrice și stații de încărcare Tesla Superchargers. Alte servicii includ curățătorii, ceasornicărie, croitorie, sală de fitness (World Class) și spălătorie auto (Locar Wash).
Aplicația SPOT
Centrul comercial face parte din rețeaua de 17 centre comerciale din România ale grupului NEPI Rockcastle care folosesc aplicația SPOT. Aceasta le oferă clienților puncte de loialitate pentru fiecare sesiune de cumpărături, acces la oferte exclusive și beneficii speciale. Aplicația este gratuită și poate fi descărcată din Google Play și App Store.
Certificări și recunoaștere

În anul 2021, City Park Mall a primit reconfirmarea Certificatului de Conformitate COVID-19 din partea Safe Asset Group (SAG), demonstrând respectarea celor mai înalte standarde sanitare internaționale.